# John Flamsteed
John Flamsteed (n. 19 august 1646, Denby, Derbyshire, Anglia - d. 31 decembrie 1719, Burstow, Surrey, Anglia) a fost un astronom englez, primul care a purtat titlul de Astronomer Royal (astronom regal).

## Copilăria
John Flamsteed s-a născut la data de 19 august 1646 în Denby, Derbyshire, Anglia.El a fost singurul fiu al unui negustor. A învǎțat la Derby School și, împotriva voinței tatălui său, a studiat astronomia între 1662 și 1669. Acesta și-a ajutat  tatăl  la muncă, Flamsteed a învățat aritmetică.

## Cariera
John Flamsteed a calculat în mod precis eclipsele solare din 1666 și 1668. Acesta a observat planeta Uranus, confundând-o cu o stea și numind-o 34 Tauri.
1. ↑  Find a Grave
2. ↑  Complete Dictionary of Scientific Biography[*] Verificați valoarea |titlelink= (ajutor)
3. ↑  A Short History of Astronomy[*] Verificați valoarea |titlelink= (ajutor)
4. ↑  ]][[Categorie:Articole cu legături către elemente fără etichetă în limba română, p. 220, 221, accesat în 9 mai 2017
5. ↑  Czech National Authority Database, accesat în 25 octombrie 2024
6. ↑  Autoritatea BnF, accesat în 10 octombrie 2015
7. ↑  Czech National Authority Database, accesat în 1 martie 2022
8. 1 2  MacTutor History of Mathematics archive
9. ↑  Genealogia matematicienilor